# Burgstall Retterner Kanzel
Der Burgstall Retterner Kanzel bezeichnet eine abgegangene mittelalterliche Höhenburg auf der Retterner Kanzel, etwa 700 Meter ostsüdöstlich oberhalb von Rettern, einem Gemeindeteil der Marktgemeinde Eggolsheim im Landkreis Forchheim in Bayern, Deutschland. Die Retterner Kanzel ist der südlichste Punkt der Langen Meile und hat eine Höhe von 506,3 m ü. NHN.
Über diese einstmalige Burg sind keine geschichtlichen oder archäologischen Informationen bekannt, die Burgstelle macht allerdings einen unfertigen Eindruck, so dass sie möglicherweise nicht fertiggestellt wurde. Die Stelle wurde während der Vorzeit vermutlich schon als Höhensiedlung genutzt, an der Südspitze wurden vorgeschichtliche Lesefunde gemacht, die sich im Historischen Museum Bamberg befinden. Die Burg wird grob auf mittelalterliche Zeitstellung datiert. Erhalten haben sich von der Anlage nur Wälle und Gräben, die Stelle ist als Bodendenkmal Nummer D-4-6232-0390: Vermutlich Höhensiedlung des Neolithikums, der Hallstatt- und Frühlatènezeit sowie mittelalterlicher Burgstall geschützt.

## Beschreibung
Die Burgstelle liegt auf der sogenannten Retterner Kanzel, einem vom Schützenberg nach Südsüdwest gerichteter Bergvorsprung, der bis auf seine Nordnordostseite sehr steil in die umliegenden Täler des Weilersbaches, des Jägersburggrabens und des Sittenbaches abfällt. Am Südostrand befindet sich ein 75 Meter langer Wallzug, dem ein Innengraben folgt. Dieser Wall endet unvermittelt an beiden Enden, ohne dass das Gelände dies bedingt hätte. Deswegen und auch wegen des Fehlens jeglicher weiterer Befestigungsspuren, vor allem an der fast eben in einen leicht eingeschnürten Bergsattel übergehenden Nordnordostseite, kann man vermuten, dass die Anlage nicht fertiggestellt wurde.